# Conclaaf van 1455
Het conclaaf van 1455 vond plaats van 4 tot 8 april 1455 in het Apostolisch Paleis te Rome, en volgde op de dood van paus Nicolaas V op 24 maart 1455. Het conclaaf leidde tot de verkiezing van Alonso de Borja als paus Calixtus III.
Dit conclaaf was het eerste dat werd gehouden in het Apostolisch Paleis, een locatie die sindsdien de standaard werd voor pauselijke verkiezingen. Ook introduceerde dit conclaaf het gebruik van de accessus-stemprocedure, waarbij kardinalen na een eerste stemming hun stem konden wijzigen ten gunste van een kandidaat die al stemmen had ontvangen. Deze methode, ontleend aan het Romeinse Senaat, werd een vast onderdeel van toekomstige conclaven.

## Deelnemende kardinalen
Van de 21 kiesgerechtigde kardinalen waren er 15 aanwezig bij het conclaaf van 1455:
- Giorgio Fieschi – Kardinaal-bisschop van Palestrina, decaan van het College van Kardinalen.
- Isidore van Kiev – Kardinaal-bisschop van Sabina
- Basilios Bessarion – Kardinaal-bisschop van Frascati
- Alonso de Borja – Kardinaal-priester van Ss. Quattro Coronati, op dit conclaaf verkozen tot paus Calixtus III
- Juan de Torquemada – Kardinaal-priester van S. Maria in Trastevere.
- Ludovico Trevisan – Kardinaal-priester van S. Lorenzo in Damaso, camerlengo van de Heilige Roomse Kerk
- Pietro Barbo – Kardinaal-priester van S. Marco, later paus Paulus II
- Juan Carvajal – Kardinaal-priester van S. Angelo in Pescheria
- Antoni Cerdà i Lloscos – Kardinaal-priester van S. Crisogono
- Latino Orsini – Kardinaal-priester van Ss. Giovanni e Paolo
- Alain de Coëtivy – Kardinaal-priester van S. Prassede
- Filippo Calandrini – Kardinaal-priester van S. Susanna
- Guillaume d'Estaing – Kardinaal-priester van S. Sabina
- Domenico Capranica – Kardinaal-priester van S. Croce in Gerusalemme
- Prospero Colonna – Kardinaal-diaken van S. Giorgio in Velabro

## Verloop
De kardinalen waren verdeeld in twee hoofdfracties: de aanhangers van kardinaal Prospero Colonna en die van kardinaal Latino Orsini. Onder de potentiële kandidaten (papabili) bevonden zich Pietro Barbo, Basilios Bessarion, Domenico Capranica, Latino Orsini en Ludovico Trevisan. Capranica kreeg in de eerste drie stemrondes de meeste stemmen, maar niet de vereiste tweederdemeerderheid. Zijn nauwe band met Colonna leidde tot weerstand van Orsini en de Franse kardinalen.
Op Paaszondag, 6 april, begonnen de fracties neutrale kandidaten te overwegen. Bessarion, een Griekse kardinaal die was overgestapt van de Oosters-Orthodoxe Kerk naar de Westerse Kerk, ontving acht stemmen. Echter, een toespraak van de Franse kardinaal Alain de Coëtivy benadrukte Bessarions oosterse afkomst en gewoonten, zoals het dragen van een baard, wat leidde tot het beëindigen van zijn kandidatuur.
De volgende dag, op 7 april, waren de stemmingen chaotisch, waarbij zelfs een minder bekende monnik, Antonio de Montefalcone, een stem kreeg. Uiteindelijk begonnen de kardinalen Trevisan en de Coëtivy steun te verzamelen voor Alonso de Borja, een telg uit het geslacht Borgia. Op dinsdag 8 april behaalde Borja de vereiste meerderheid en werd hij gekozen tot paus Calixtus III. Zijn verkiezing werd gesteund door kardinalen uit Frankrijk, Spanje en Venetië.